# Приозёрное (Черниговская область)
Приозёрное (укр. Приозерне) — село в Прилукском районе Черниговской области Украины. Население — 10 человек. Занимает площадь 0,273 км².
Код КОАТУУ: 7424185103. Почтовый индекс: 17524. Телефонный код: +380 4637.

## География
Расстояние до районного центра:Прилуки : (19 км.). Расстояние до областного центра:Чернигов ( 112 км. ). Расстояние до столицы:Киев ( 116 км. ). Расстояния до аэропортов:Борисполь (92 км.). Ближайшие населенные пункты: Пролетарское 1 км, Мазки и Перше Травня 2 км, Новый Лад и Шевченко 3 км.

## Власть
Орган местного самоуправления — Мазковский сельский совет. Почтовый адрес: 17524, Черниговская обл., Прилукский р-н, с. Мазки, ул. Мира, 86.